# The Gate Of Saturn
The Gate Of Saturn es el quincuagésimo séptimo álbum de estudio del grupo alemán de música electrónica Tangerine Dream. Publicado en mayo de 2011 por el sello Eastgate destaca por ser la cuarta referencia de la serie de publicaciones denominadas «cupdisc», álbumes de menor duración, que además de nuevas composiciones suelen incluir regrabaciones de canciones previas del catálogo del grupo.

## Producción

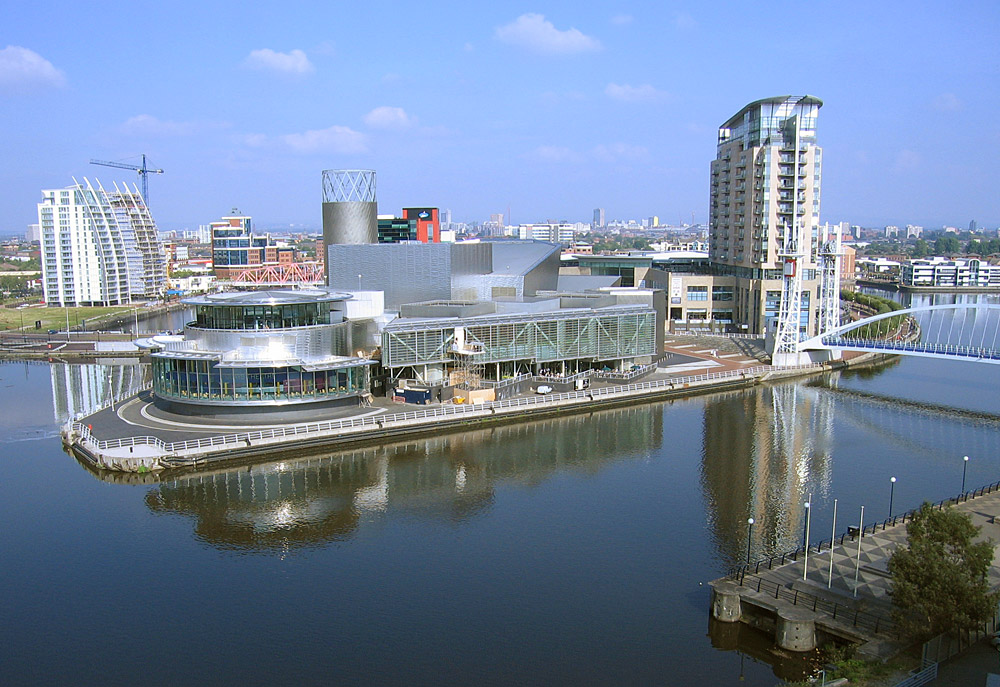
Vista en primer plano del complejo cultural The Lowry

Grabado en 2011 en los estudios Eastgate de Viena, con motivo del concierto ofrecido en vivo por el grupo el 28 de mayo de 2011 en The Lowry (Manchester, Reino Unido), The Gate Of Saturn es un álbum íntegramente interpretado por Edgar Froese y Thorsten Quaeschning. El álbum es el cuarto cupdisc del grupo tras One Times One (2007), Purple Diluvial (2008) y Flame (2009).
Con una duración de 34 minutos contiene cinco canciones entre las cuales se incluyen dos regrabaciones: «Logos 2011» del álbum homónimo de 1982 compuesta por Froese, Christopher Franke y Johannes Schmoelling y «Cool At Heart 2011» incluida en Melrose (1990) y compuesta por Froese y Paul Haslinger.

## Lista de temas
| N.º   | Título               | Escritor(es)                                         | Duración |  |
| 1.    | «The Gate Of Saturn» | Edgar Froese                                         | 8:32     |  |
| 2.    | «Logos 2011»         | Edgar Froese Johannes Schmoelling Christopher Franke | 6:36     |  |
| 3.    | «Cool At Heart 2011» | Paul Haslinger Edgar Froese                          | 6:23     |  |
| 4.    | «The End Of Bondage» | Thorsten Quaeschning                                 | 5:31     |  |
| 5.    | «Vernal Rapture»     | Thorsten Quaeschning                                 | 7:22     |  |
| 34:24 |                      |                                                      |          |  |

## Personal
- Edgar Froese - guitarra y teclados
- Thorsten Quaeschning - E-bow, mellotron, teclados y percusión electrónica